# 新関欽哉
新関 欽哉（にいぜき きんや、1916年1月4日 - 2003年8月11日）は、日本の外交官。
印章の研究者でもあった。

## 経歴
東京都出身。武蔵高等学校を卒業後、1938年東京大学法学部政治学科卒業。
外務省に入省し、1938年外務省在外研究員、1951年欧米局第5課長（ソ連課長）、1956年在ソ大使館参事官（代理大使）、1958年欧亜局参事官、1963年大臣官房国際資料部長（初代）、在香港総領事、1966年情報文化局長、1968年在オーストリア特命全権大使、1971年在ソ連特命全権大使、1972年在モンゴル大使兼任、1973年在インド特命全権大使。その後、日本国際問題研究所理事長、ソ連研究センター所長、原子力委員会委員を務める。2003年死去。

## 検証
新関自身は杉原千畝と職場の同僚であった。杉原が駐リトアニア在カウナス日本領事館で、責任者としてナチスの迫害から逃れるためにユダヤ人に「命のビザ」を書き、後に敬意を込め「東洋のシンドラー」と呼ばれた壮絶な現場に親族以外で唯一立ち会った証人でもある。
だが杉原没後の1988年に刊行した在任時の回想記『第二次世界大戦下 ベルリン最後の日』で、リトアニア領事館の杉原千畝に言及しているにもかかわらず、日本公使館にユダヤ難民が殺到するという前代未聞の外交事件に一行も触れていない。新関は、外務省が「千畝手記」を秘密裏に抹消するのに協力した代わりに、ベルリン大使館三等書記官から外務省ソ連課に異動した。占領下の1946年に杉原千畝が退職時に、外務省筋から「杉原はユダヤ人に金をもらってやったのだから、金には困らないだろう」などという根拠のない噂が流された時も、新関はそれを打ち消すことをしなかった。
昭和史研究者の杉原誠四郎は、「この人物は押し寄せるユダヤ難民を掻き分けるようにして領事館に入り、そして領事館に一泊した」のだから、「この噂が根も葉もないことであることを、新関欽哉はまっさきに証言しなければならない道義的立場にある」と批判している。

## 親族
- 父 新関良三（ドイツ文学者、埼玉大学学長）